# Endaka

Évolution du yen par rapport au dollar américain : les endaka sont visibles.

L’endaka, diminutif d'endaka fukyō (円高不況), signifie littéralement « yen fort ». Il désigne plus largement les phases de l'histoire économique du Japon où le yen s'est apprécié. Ces phases se sont traduites par une détérioration de la compétitivité japonaise et par une chute des exportations.

## Histoire
À la sortie de la Seconde Guerre mondiale, le président Harry S. Truman envoie le banquier Joseph Dodge préparer un plan de redressement économique du Japon. Celui-ci préconise de fixer un taux de change à 360 yen pour 1 dollar, afin d'assurer la compétitivité japonaise.
En 1971, les États-Unis, désireux de réduire leur déficit commercial envers le Japon et le reste du monde, organisent les accords de Washington. Ils font plier le Japon afin qu'il apprécie sa monnaie. Le premier endaka a alors lieu, avec une réévaluation de 16,88 %. Le yen et le deutsche mark, notamment, sont réévalués afin de faire perdre de la valeur au dollar et, ainsi, stimuler ses exportations.
Des endaka se sont succédé tous les dix ans après cela. Le suivant a lieu en 1985 après les accords du Plaza, où le Japon a promis de laisser s'apprécier le yen. Une récession s'ensuit entre juillet 1985 et novembre 1986. La réévaluation ne permet toutefois pas aux États-Unis de réduire leur déficit commercial avec le Japon, qui continue d'augmenter. 
Une nouvelle appréciation artificielle a lieu en 1995. Le seuil de 100 yen = 1 dollar est franchi pour la première fois cette année-là. Le Japon négocie avec les États-Unis pour permettre une dépréciation du yen, en échange de quoi le Japon s'engage à acheter avec ses devises des bons du Trésor américains.

## Conséquences
Les Japonais vivent les endaka comme des catastrophes. En effet, ces réévaluations ont pour résultat de pénaliser le commerce extérieur du Japon, facilitant les importations mais pénalisant les exportations. Les réévaluations ont eu d'autres effets négatifs pour l'économie du Japon, comme d'encourager le tourisme japonais à l'extérieur (dont le pouvoir d'achat à l'étranger avait augmenté), créant de nouvelles habitudes : le déficit de la balance des services japonaise est sérieux.
Cependant, les réévaluations ont des avantages : le Japon a pu se développer financièrement, investir beaucoup en Asie, en fonction de ses intérêts. Cela garantit la sécurité de ses investissements directs extérieurs et donne au Japon un réel pouvoir d'influence (cf. Le Japon qui peut dire non). À noter que ce sont les Américains qui, faisant feu de tout bois, insistent pour que les Japonais continuent à soutenir leur dette en achetant des bons du Trésor, alors même qu'ils dénoncent les pratiques commerciales du Japon.
Malgré cet indéniable aspect positif de l’endaka, les Japonais se sont toujours refusés à voir leur monnaie grimper trop, leur priorité restant le commerce extérieur. Cela les a conduits à pratiquer une politique de faibles taux d'intérêt à la fin des années 1980, pour limiter la baisse du dollar décidée lors des accords du Plaza (1985) et du Louvre (1987) pour le soft landing du dollar : cette politique de l'argent facile est responsable de la bulle financière qui s'est développée à cette époque au Japon, avant d'exploser, à l'origine de difficultés économiques importantes qui perdurent encore aujourd'hui.